# 大垣賀津雄
大垣 賀津雄（おおがき かづお、1961年〈昭和36年〉- ）は、日本の構造家、土木橋梁の構造設計者。
お台場レインボーブリッジの構造設計（土木学会田中賞）。鋼構造、複合構造、FRP構造の研究者。現在ものつくり大学教授（技能工芸学部長）。

## 略歴・人物
大阪府生まれ。大阪府立清水谷高等学校、大阪市立大学工学部土木工学科を卒業。1986年（昭和61年）大阪市立大学大学院工学研究科前期博士課程修了し、川崎重工業に入社。橋梁などを設計・施工管理、マーケティング本部市場開発部長などを務めた。
日本大学理工学部や首都大学東京（現・東京都立大学）都市環境学部の非常勤講師を経て、2015年（平成27年）4月から、ものつくり大学技能工芸学部建設学科教授。2023年（令和5年）4月現在、技能工芸学部長兼務。
そのほか、
- 土木学会　鋼構造委員会　鋼構造継続教育推進小委員会　委員長
- 土木学会　複合構造委員会　樹脂材料による複合技術研究小委員会　委員長

保有資格
- 技術士（建設部門，総合技術監理部門）
- 土木鋼構造診断士
- １級土木施工管理技士
- 溶接施工管理技術者１級
- コンクリート主任技士
- プレストレストコンクリート技士
- 技術士補（経営工学部門）ほか

## 主な作品
- かつしかハープ橋（首都高速中央環状線） - 1986年（昭和61年）度 土木学会田中賞（作品部門）
- レインボーブリッジ - 1993年（平成5年）度 土木学会田中賞（作品部門）
- 千鳥の沢川橋 - 1999年（平成11年）度 日本鋼構造協会奨励賞（業績部門）
- 藁科川橋 - 2003年（平成15年）度 土木学会田中賞（作品部門）

## 著書

### 共著
- 基礎から実践 構造力学，理工図書，2024年4月
- 連続合成桁橋における床版取替え技術の現状と展開，土木学会，複合構造レポート17，2021年9月
- コンクリート充填鋼管適用技術の現状と最先端，土木学会，複合構造レポート16，2021年1月
- 『トコトンやさしい建築材料の本』今日からモノ知りシリーズ（日刊工業新聞社、2019年）
- FRP接着による構造物の補修・補強指針（案），土木学会，複合構造シリーズ09，2018年7月

## 論文
- プレキャスト床版を有する弾性合成桁の中間支点部挙動に関する実験研究，日本鋼構造協会，鋼構造論文集，第32巻，2024年11月
- 鋼床版下面からの軽量樹脂モルタルとCFRP成形材による補強効果に関する確認実験，土木学会，土木学会論文集，vol.80，No.14，2024年6月
- CFRPシートで補強された連成座屈領域のH形断面部材に対する座屈試験，土木学会，土木学会論文集，vol.80，No.14，2024年6月
- CFRPによる鋼部材の補修・補強に関する現状と将来展望，土木学会，土木学会論文集，vol.80，No.14，2024年6月
- 弾性合成桁橋の設計法，建設図書，橋梁と基礎，Vol.57，No.9，pp.33～38，2023年9月
- CFRPシートによるトラス橋H形断面斜材の耐震補強に関する実験研究，土木学会，土木学会論文集，vol.79，No.14，2023年6月
- Seismic Retrofit of Diagonal Tension Members in Steel Deck-Truss Bridges Using CFRP Sheets,J.Compos.Constr.27(3)04023023,ASCE,2023
- 橋梁におけるFRP適用技術の将来展望，建設図書，橋梁と基礎，Vol.56, No.8, pp.85～88，2022年8月
- Seismic Retrofitting Method Using CFRP Sheets for H-Section Steel Beam with Variable Cross Section, J. Struct. Eng. 148(4) 04022004, ASCE, 2022
- Load-Carrying Capacity of Corroded Gusset Plate Connection and Its Repair Using CFRP Sheets, J. Struct. Eng. 147(6) 04021068, ASCE, 2021.
- Repair Method and Finite Element Analysis for Corroded Gusset Plate Connections Bonded to CFRP Sheets, J. Struct. Eng. 147(1), 04020310, ASCE, 2021.
- 鋼構造物のFRP接着，建設図書，橋梁と基礎，Vol.53, No.8, pp.85～88，2019年8月
- ANALYTICAL STUDY ON REMAINING CAPACITY OF CORRODED GUSSET PLATE CONNECTION，土木学会，土木学会論文集，2018 年 6 巻 1 号，pp. 769-778，2018年11月
- 既設合成桁の床版取替えにおける設計・施工上の課題について，土木学会，第10回道路橋床版ｼﾝﾎﾟｼﾞｳﾑ論文報告集，2018年11月
- REPAIR METHOD USING CFRP SHEET FOR CORRODED GUSSET PLATE CONNECTION IN TRUSS BRIDGES，土木学会，土木学会論文集，2018 年 6 巻 1 号 p. 91-109，2018年10月
- 2軸対称鈑桁のCFRPによる曲げ耐荷力補強に関する実験的研究，日本鋼構造協会，鋼構造論文集, 第25巻，第99号，2018年9月
- 炭素繊維シート接着工法における大積層数に関する一考察，日本鋼構造協会，鋼構造年次論文集，第25巻，2017年11月
- 床版補修用ポリマーセメントモルタルの耐久性に関する評価，日本コンクリート協会，コンクリート工学年次論文集，Vol.34，No.1，2012年6月
- FRPを用いたひび割れセンサの開発に関する実験的研究，日本コンクリート協会，コンクリート工学年次論文集，Vol.33，No.1，2011年6月
- 鋼部材補修における炭素繊維シートの剥離挙動に関する実験的研究，日本鋼構造協会，鋼構造論文集,第16巻,第63号，pp.87～98，2009年9月
- 鋼部材腐食損傷部の炭素繊維シートによる補修技術に関する設計・施工法の提案 ，土木学会，土木学会論文集，Vol.65，No.1，pp. 106-118，2009年3月
- 鋼部材腐食損傷部の補修における炭素繊維シート接着方法に関する解析的研究，土木学会，土木学会論文集A，Vol.64，No.4，pp. 806-813，2008年11月
- 炭素繊維シートを用いた腐食による鋼部材断面欠損部の補修効果に関する実験的研究 ，土木学会，構造工学論文集，Vol54A，pp.548～554，2008年3月
- 各種ずれ止めを用いた合成2主桁橋の床版と鋼桁接合部に関する実験的研究 ，土木学会，土木学会論文集，第I部門， 731巻，I-63号，pp. 65-79，2003年4月
- 合成2主桁橋の中間横桁部における頭付きスタッド配置に関する実験的研究 ，土木学会，土木学会論文集，第I部門， 717巻，I-61号，pp. 119-135，2002年10月
- PC床版連続合成２主桁橋の合理的設計・施工法，土木学会，土木学会論文集，第Ⅵ部門， 679巻,51号，pp.65-80，2001年6月
- 長支間PC床版2主桁橋の床版-鋼桁接合部の経時挙動計測 ，土木学会，構造工学論文集，Vol.47AⅢ，pp. 1169-1175，2001年4月
- 鉛直局部荷重が作用する腹板のフランジを考慮した座屈係数の提案，日本鋼構造協会，鋼構造論文集,第６巻,第22号，pp.79～90，1999年6月
- 少補剛設計した合成２主桁橋の施工時安定性に関する解析的研究，土木学会，構造工学論文集,Vol.45A，pp.1263～1272，1999年3月
- 長支間PC床版を有する２主桁橋の鋼桁－床版結合部に関する実験研究，日本鋼構造協会，鋼構造論文集,第５巻,第20号，pp.85～99，1998年12月
- PC床版連続合成２主桁橋「千鳥の沢川橋」の設計，建設図書，橋梁と基礎，Vol.32,No.9，pp.18～22，1998年9月
- 合成２主桁橋の鋼主桁補剛設計に関する実験的研究，土木学会，構造工学論文集，Vol.44A，pp.1229～1239，1998年3月
- 連続合成２主桁橋のずれ止め設計に関する一考察，日本鋼構造協会，鋼構造論文集,第４巻,第15号，pp.81～91，1997年9月
- 新形式プレキャストPC床版の実験的研究，土木学会，構造工学論文集，Vol.43A，pp.1121～1130，1997年3月
- 合成２主桁橋の立体挙動特性に関する研究，土木学会，構造工学論文集，Vol.41A，pp.945～954，1995年3月
- ダブルデッキ２ヒンジ吊橋の振動実験，土木学会，構造工学論文集，Vol.40A，pp.721～733，1994年3月
- 鋼薄肉ラーメン構造物の限界強度の近似計算法，土木学会，土木学会論文集，第380号／I-7 pp.263～272，1987年4月